# ロン・ユー
ロン・ユー（簡体字中国語: 余隆、拼音: Yú Lóng、英語: Long Yu 1964年7月1日 - ）は、中国の指揮者。

## 人物・来歴
1964年、上海の音楽一家に生まれる。祖父は中国の著名な作曲家である丁善徳。幼少期より祖父から音楽教育を受け、上海音楽学院で学ぶ。その後、ドイツに渡りベルリン芸術大学で指揮を学んだ。

ドイツ留学から帰国後、1992年に北京中央歌劇院の常任指揮者に任命され、数々のオペラを指揮。1998年には北京国際音楽祭の創設に尽力し2017年までその芸術監督を務めた。
2000年に設立された中国フィルハーモニー管弦楽団の芸術監督に就任。2003年から2023年まで広州交響楽団の音楽監督、2009年から上海交響楽団の音楽監督を務めている。

## 国外での活動
国外では、シカゴ交響楽団、フィラデルフィア管弦楽団、ニューヨーク・フィルハーモニック、パリ管弦楽団、ミュンヘン・フィルハーモニー管弦楽団などに客演している。
2014年には、中国フィルハーモニー管弦楽団を率いてロンドンのロイヤル・アルバート・ホールで開催されたBBCプロムスに出演した。

## 主な受章歴
- 芸術文化勲章シュヴァリエ (2003年 フランス)
- イタリア共和国勲章ナイト (2005年 イタリア)
- レジオンドヌール勲章 (2014年 フランス)
- ドイツ連邦共和国功労十字章 (2016年 ドイツ)[1]